# Milligerplas
De Milligerplas is een plas grenzend aan de Vinex-locatie Stadshagen in de Nederlandse stad Zwolle. De plas is ontstaan na zandwinning in de jaren 1960 voor de verbreding en verhoging van de A28 en is later vergroot. In de zomer van 2003 heeft de gemeente Zwolle een deel van de plas afgezet, zodat er in gezwommen kon worden. De Milligerplas ligt aan de noordwestkant van Stadshagen.
In 2004 is het hek verplaatst naar ongeveer het midden van de plas. De zuidkant van de Milligerplas is nu bestemd voor recreatie, de noordkant is een natuurgebied. Dit natuurgebied is door het genoemde hek afgezet.
Aan de zuidkant is een strand aangelegd, er is een strandtent geplaatst en er zijn parkeerplaatsen aangelegd. In de zomer wordt er veel gebruikgemaakt van de plas, niet alleen door bewoners van Stadshagen, maar ook door mensen uit de omliggende wijken en dorpen.
In de lente van 2004 heeft er een kunstproject plaatsgevonden aan de Milligerplas: 'Lago, de Plas' door kunstenaar Luis Listoni (1951). Naar hem is de haven aan de Milligerplas vernoemd: de Luis Listoni Haven. In de haven hangt een gedenksteen met het opschrift: "Luis Listoni, 9-5-04, misschien zal het eens een genoegen zijn ook aan dit terug te denken, Vergilius"